# Santa Maria de Besora
Santa Maria de Besora est une commune de la province de Barcelone, en Catalogne, en Espagne, de la comarque d'Osona.